# Óscar Rojas (futbolista venezolano)
Oscar Gonzalez Rojas (Turén, Portuguesa, Venezuela; 16 de enero de 1990) es un futbolista venezolano que juega como defensa y actualmente se encuentra sin equipo.

## Biografía

### Portuguesa Fútbol Club
Debuta el 19 de agosto de 2007 ante Atlético El Vigía. En condición de juvenil hizo su primer gol profesional en el Estadio José Antonio Páez el 20 de abril de 2008 contra el Caracas Fútbol Club, después de rematar de cabeza un corner. En el Torneo Apertura 2008–2009 anota dos goles, contra el Estrella Roja y contra el Deportivo Táchira en Pueblo Nuevo.
En su segunda temporada como profesional con el equipo rojinegro descienden a la Segunda División de Venezuela. Anota su cuarto gol contra Mineros de Guayana. En total en
2 temporadas con el Portuguesa F.C. participa en 32 juegos anotando 4 goles en 2.502 minutos.

### Llaneros de Guanare
Ficha por Llaneros de Guanare de la Primera División de Venezuela y en la Temporada 2009–2010 ve acción en 10 juegos acumulando 796 minutos en cancha.

### Estudiantes de Mérida
Llaneros lo cede a Estudiantes de Mérida para disputar el Torneo Apertura. Se estrena en partido oficial contra el Carabobo donde juega todo el partido en el Metropolitano de Mérida. El 2 de octubre de 2010 anota su primer y único gol con el equipo académico ante Yaracuyanos. Participa en 12 partidos con 944 minutos de acción. Recibió su primera expulsión ante el Zamora por doble tarjeta amarilla, después de este partido, Rojas, abandona el equipo por decisión propia. Según el vicepresidente del Llaneros de Guanare, se debe a que el equipo de Mérida no había completado el pago de la cesión y la Federación Venezolana de Fútbol no permitía el uso del jugador al Estudiantes.

### Deportivo Anzoátegui
Pasado los problemas con el equipo rojiblanco fue cedido al Deportivo Anzoátegui en donde debuta el 13 de febrero de 2011 entrando a los 80 minutos. Jugó 6 partidos con el equipo oriental y disputó 159 minutos.

### Estudiantes de Mérida
A pesar de las ofertas, fue comprado nuevamente por Estudiantes de Mérida. En esta temporada apenas jugó cinco partidos, tres de liga con 270 minutos y dos de Copa Venezuela, esto, fue debido a que en un entrenamiento del equipo convulsionó y abandonó el equipo para irse a su estado natal, Portuguesa, a recuperarse. Después de aquel incidente no volvió a jugar por decisión propia.

### Zamora Fútbol Club
El 2 de julio de 2012 decide volver al fútbol gracias a la oferta del entrenador del Zamora, "Chita" Sanvicente. Al entrar al equipo padecía de una pequeña lesión y se perdió la primera jornada. Debutó el 25 de agosto contra el Carabobo en la Segunda División con el equipo filial, equipo en el cual jugo 12 partidos, anotó 2 goles de tiro libre, dio 5 pases a gol y acumuló 1.015 minutos.

### Estadísticas Totales
Durante su carrera en Primera División con Portuguesa, Llaneros de Guanare, Estudiantes de Mérida y Deportivo Anzoátegui ha jugado en 63 partidos, anotado 5 goles en 4.671 minutos. En Segunda División A con el Zamora tiene 12 partidos anotando 2 goles en 1.015 minutos. En Segunda División B con Deportivo Anzoátegui sumo 5 partidos y 1 gol en 385 minutos y en Tercera División con Atlético Turén anotó 8 goles.

## Selección nacional sub-20

### Sudamericano Sub-20 2009
Fue convocado para el Campeonato Sudamericano Sub-20 de 2009 en Venezuela donde lograron la clasificación al mundial. Óscar Rojas no disputó ningún partido.

### Mundial Sub-20 2009
En la Copa Mundial sub-20 de Egipto, Venezuela quedó en el grupo 2 con España, Nigeria y Tahití. El 28 de septiembre de 2009 entra en el minuto 57 en el segundo juego ante Tahití, y logra de tiro libre marcar el cuarto gol en el minuto 72. Terminaron ganando 8-0 y clasificaron a octavos de final. En el último partido de la fase de grupo ante España ingresó al minuto 73 y su equipo perdió 0-3. En los octavos de final ante Emiratos Árabes Unidos no jugó y quedaron eliminados.